# مسجد امام علی (شکی)
مسجد امام علی (ترکی آذربایجانی: İmam Əli məscidi) مسجدی تاریخی و دارای ارزش معماری است که در شهر شکی در جمهوری آذربایجان واقع شده است.

## ویژگی‌ها
این مسجد در محله گنجعلی شهر شکی در محله گنجعلی ساخته شده است. تاریخ دقیق ساخت مساجد معلومم نشده است. مساحت کل مسجد ۶۶۰ متر مربع است. مسجد دارای شکل چهار ضلعی و شامل ۲ طبقه است. در طبقه همکف اتاق‌های فرعی وجود دارد. در طبقه دوم، نمازخانه‌ای به مساحت ۱۳ در ۲۶ متر وجود دارد.
این مسجد از آجرهای سوخته ساخته شده است. ضخامت دیوارها ۷۵ سانتی‌متر است. مسجد امام علی ظاهر اولیه خود را حفظ کرده است؛ اما پس از اشغال جمهوری آذربایجان شوروی، در سال‌های سرکوب، مناره مسجد امام علی ویران شد و عملکرد مسجد متوقف شد. در سال ۱۹۹۷ مناره و محراب بازسازی شد. بلندای مناره کنونی ۲۲ متر است و مانند خود مسجد از آجرهای سوخته ساخته شده است.

## نگارخانه

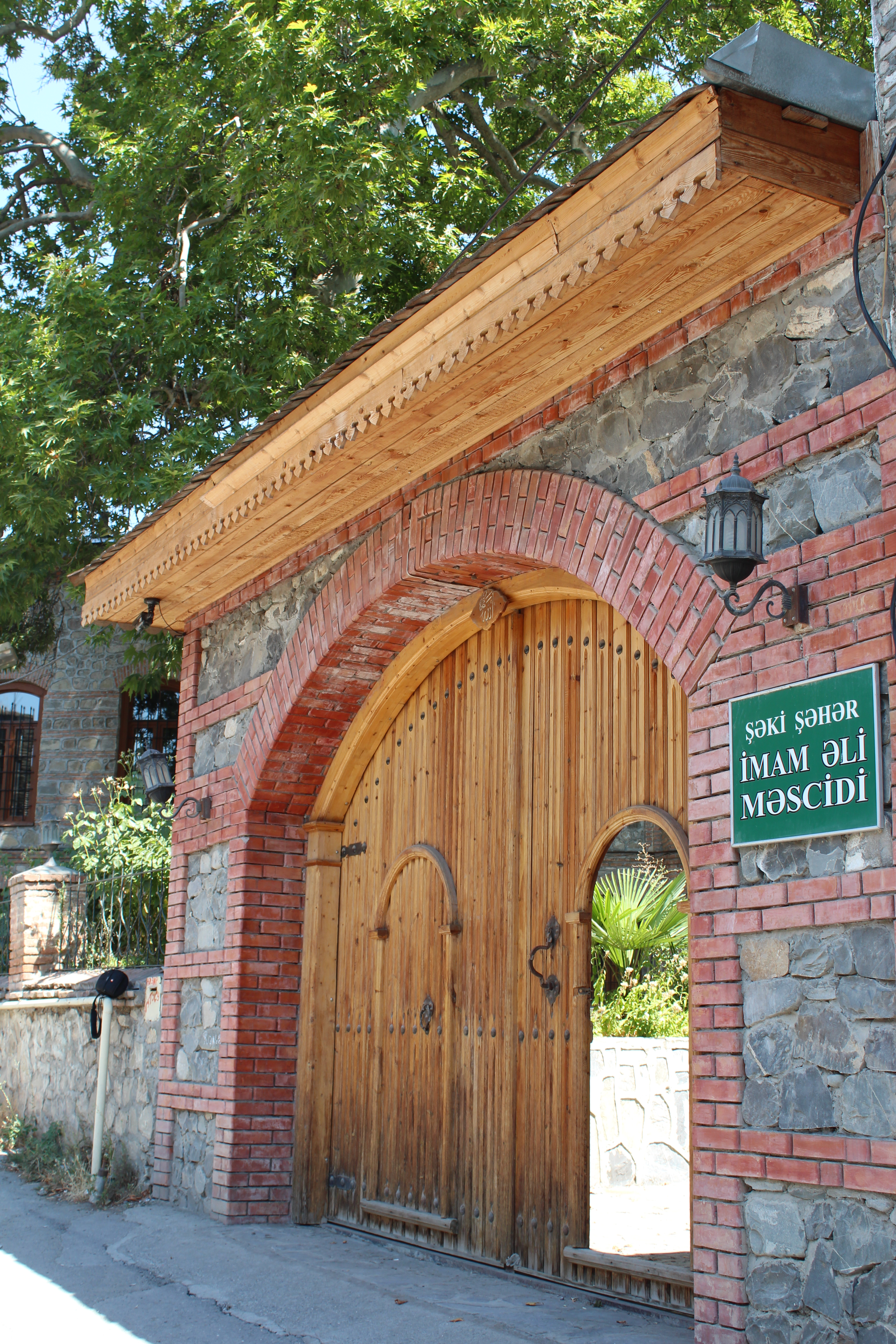
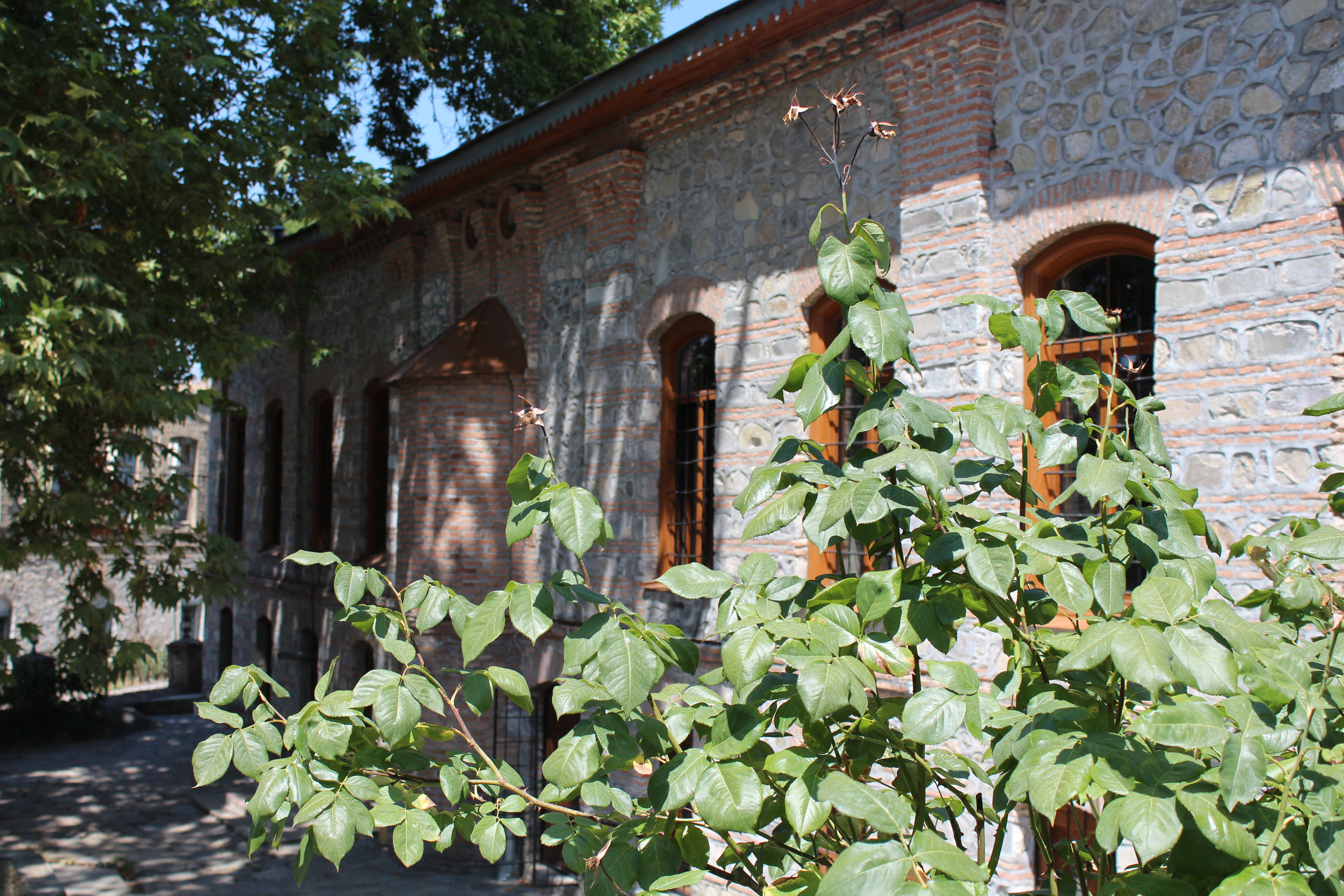
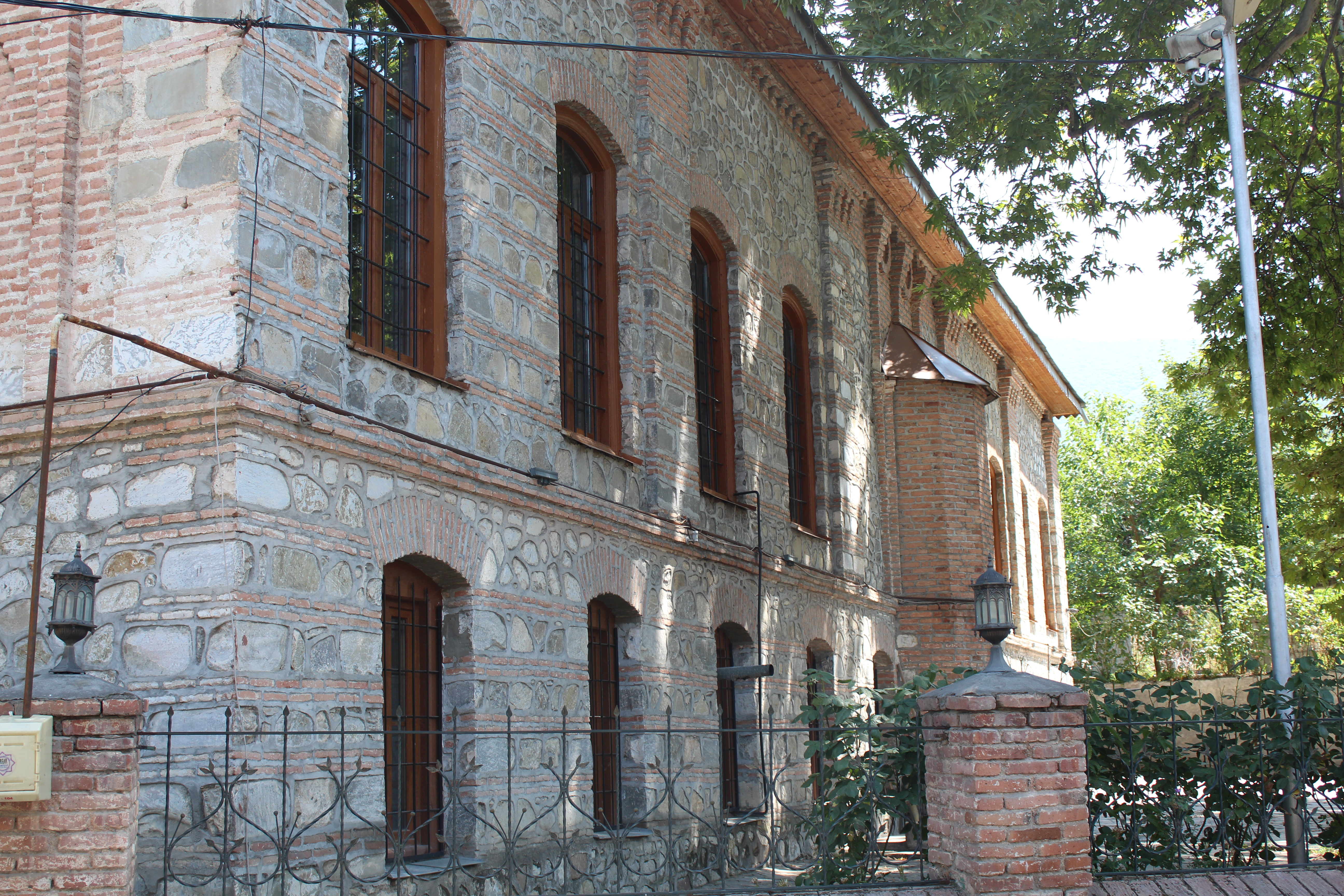